# コン・ヒョジン
コン・ヒョジン（공효진、1980年4月4日 - ）は、韓国の女優、ファッションモデル。ソウル特別市出身。身長173cm。血液型A型。マネジメントSOOP所属。世宗大学映画芸術学科中退。

## 来歴
中学3年から3年間オーストラリアに留学。韓国に帰国後スカウトされ、富川チュンフン高等学校在学中に清涼飲料水等のCM出演し、雑誌モデルとして活躍する。
1999年に映画『少女たちの遺言』で女優デビュー。2000年、『家門の栄光』でテレビドラマに初出演。その後も映画『火山高』、ドラマ『勝手にしやがれ』などで個性的なキャラクターを演じ注目を集め、『火山高』では第39回大鐘賞助演女優賞を受賞する。
2003年、RAIN（ピ）と共演したドラマ『サンドゥ、学校へ行こう!』のヒロイン役で知名度を上げる。
2009年、ソウル国際女性映画祭の競争部門で審査委員長を務める。
2010年、主演を務めたドラマ『パスタ〜恋が出来るまで〜』で愛らしい印象を持たれたのをきっかけに、"コン・ヒョジン"と"ラブリー"をくっつけたコンブリーという愛称が定着。
2011年に主演した『最高の愛〜恋はドゥグンドゥグン〜』では第48回百想芸術大賞で最優秀演技賞に輝く。その後も『主君の太陽』、『大丈夫、愛だ』など出演するドラマは必ずヒットすると言われ、視聴率女王と呼ばれるようになる。
2014年6月19日、ドラマ『大丈夫、愛だ』の撮影を終え帰宅途中、乗っていた車がトラックと玉突き事故に遭い左腕を骨折。28日に日本での沖縄ロケで撮影復帰するが、帰国後に膝の痛みを訴え、膝十字靭帯破裂と診断され手術を行った。
2019年、主演ドラマ『椿の花咲く頃』で小さな田舎町でシングルマザーとして偏見に晒されながらも強く生きるヒロインを演じると、最終回の視聴率23.8％とその年の地上波ドラマで最高のヒットを記録。KBS演技大賞でコン・ヒョジンが大賞に輝き、相手役のカン・ハヌルとともにベストカップル賞も受賞した。

## 人物
親しみやすく素朴な演技が持ち味で、韓国を代表する演技派女優の一人である。モデル出身でファッションセンスの高さにも注目が集まり、芸能界のファッションリーダー的存在である。
オーストラリアに留学していた縁でオーストラリア広報大使を務めている。
家族構成は両親と弟。
同世代で女優として活躍するソン・イェジンやイ・ジョンヒョンらとは親友関係である。
小学校の同級生だった俳優のリュ・スンボムと2002年のドラマ『華麗なる時代』の共演をきっかけに恋人となり、その後も共演したりとオープンな交際を続けてきたが2012年に破局を発表した。
2022年4月に歌手のケビン・オとの交際を認め、8月に結婚を発表。10月にニューヨークで挙式を挙げた。

## 出演作品

### 映画
- 少女たちの遺言（1999年）
- ガン&トークス（2001年）
- 火山高（2001年）
- サプライズ（2002年）
- 緊急措置19号（2002年）
- 分別のない妻、波瀾万丈な夫、そして太拳少女（2002年）
- 品行ゼロ（2002年）
- 天軍（2005年）
- M（2007年）
- 幸福（2007年)
- 息子（2007年）
- タチマワLee（2008年）
- ミスにんじん（2008年）
- 今、このままがいい（2010年）- ミョンジュ 役[26]
- 牛と一緒に旅をする方法（2010年）
- ラブフィクション（2012年）
- 577プロジェクト（2012年）
- 高齢化家族（ブーメランファミリー）（2013年)
- 彼女の演技（2013年）
- Missing: 消えた女（2016年）
- シングルライダー（2016年）
- プロジェクト覇気（2016年） ※特別出演
- Be With You〜いま、会いにゆきます（2018年） ※特別出演
- ドア・ロック（2018年） - ギョンミン 役
- 最も普通の恋愛（2019年） - ソニョン 役
- スピード・スクワッド ひき逃げ専門捜査班（2019年） - シヨン 役

### テレビドラマ
- 家門の栄光（2000年、MBC）
- 愛しなさい希望なし（2001年、KBS）
- 華麗なる時代（2001年-2002年、SBS） - チョ・ヨンシル 役
- 勝手にしやがれ（2002年、MBC） - ソン・ミレ 役
- 雪だるま〜Snow Love〜（2003年、MBC） - ソ・ヨヌク 役
- サンドゥ、学校へ行こう!（2003年、KBS） - チェ・ウナン 役
- 乾パン先生とこんぺいとう（2005年、SBS） - ナ・ポリ 役
- ありがとうございます（2007年、MBC） - イ・ヨンシン 役
- パスタ〜恋が出来るまで〜（2010年、MBC） - ソ・ユギョン 役
- 最高の愛〜恋はドゥグンドゥグン〜（2011年、MBC） - ク・エジョン 役
- 美男＜イケメン＞ラーメン店（2011年、tvN）
- 主君の太陽（2013年、SBS） - テ・ゴンシル 役
- 大丈夫、愛だ（2014年、SBS） - チ・ヘス 役
- プロデューサー（2015年、KBS） - タク・イェジン 役
- 嫉妬の化身〜恋の嵐は接近中〜（2016年、SBS） - ピョ・ナリ 役
- 椿の花咲く頃（2019年、KBS） - オ・ドンベク 役
- 星がウワサするから（2025年、tvN）- イブ・キム 役[27]

### 舞台
- リタ（2015年）

### バラエティ
- わたしは一人で暮らす（2020年） ※特別出演
- 三食ごはん5　漁村編（2020年） ※ゲスト出演
- 車輪のついた家（2020年） ※ゲスト出演
- 車輪のついた家2（2021年） ※ゲスト出演

### 広告
- チャミスル（2013年） - 焼酎ブランド
- HAT'S ON（2014年） - 帽子マルチショップブランド
- ファッションブランド（2014年）
- SMOOTHIE KING（2014年）
- J.ESTINA RED
- CLIO（2015年） - コスメブランド
- 新世界SSG.COM（2015年） - オンライン複合型ショッピングモール ※コン・ユと共演
- VINCIS'（2015年） - 雑貨ブランド

### イベント
- 台湾ファンミーティング（2015年12月）

## 受賞歴
- 2001年 SBS演技大賞 ニュースター賞
- 2002年 第38回百想芸術大賞 TV部門 新人演技賞
- 2002年 MBC演技大賞 人気賞
- 2003年 KBS演技大賞 ネチズン賞/優秀演技賞/ベストカップル賞
- 2006年 テッサロニキ国際映画祭 主演女優賞
- 2007年 第6回大韓民国映画大賞 主演女優賞
- 2007年 MBC演技大賞 女性最優秀賞
- 2008年 第9回大韓民国映像大典 映画俳優部門 フォトジェニック賞
- 2008年 第7回大韓民国映画大賞 主演女優賞
- 2010年 MBC演技大賞 女子最優秀賞/ベストカップル賞
- 2011年 第5回Mnet 20's Choice ホットスタイルアイコン賞/ドラマスター女性像
- 2011年 MBCドラマ大賞　ミニシリーズ部門女優最優秀賞
- 2012年 第48回百想芸術大賞 テレビ部門　女性最優秀演技賞
- 2019年 KBS演技大賞 大賞/ベストカップル賞